# Marillion
Marillion är en brittisk musikgrupp som bildades 1979 i Aylesbury i England, som spelar en melodisk form av progressiv rock (kallad neo-progressiv), men har genom åren utvecklats och sporadiskt experimenterat med andra musikaliska uttryck.
1985 fick de en stor singelhit med "Kayleigh",  som blev tvåa på UK Singles Chart, och albumet "Misplaced Childhood" blev etta på UK Albums Chart.  1988 lämnade sångaren och textförfattaren Fish bandet, och ersattes i januari 1989 av Steve Hogarth.  Marillion kom att utveckla en nära relation till deras fans, och var 1997 delaktiga att starta crowdfunding. 2022 släppte Marillion sitt 20:e studioalbum "An Hour Before It's Dark", och bandet har sålt runt 15 miljoner album.

## Biografi
Den ursprungliga uppsättningen av Marillion formades 1979 och bestod av Steve Rothery (gitarr), Mick Pointer (trummor) samt Doug Irvine (basgitarr och sång). Bandets första officiella spelning, då under namnet Silmarillion (1979–1980), efter en bok av J.R.R. Tolkien, ägde rum på Berkhamsted Civic Centre den 1 mars 1980. Ett rykte säger att förändringen av bandets namn kommer av att en av bandets lådor med namnet "Silmarillion" på krossades på ett sådant sätt att "Sil" försvann och kvar stod då ordet "marillion".

### Marillion med Fish
Kort efter starten kom Brian Jelliman med som keyboardist. När Doug Irvine efter en kort period lämnade gruppen annonserade man efter en basist/sångare, men annonsen besvarades av basisten Diz Minitt och den skotske sångaren Derek William Dick (med artistnamnet Fish), vilka kände varandra sedan tidigare. Fish och Minitt kom med i bandet efter en audition på Leyland Farm Studios i Buckinghamshire den 2 januari 1981. Den första spelningen med denna besättning ägde rum på Red Lion Pub in Bicester den 14 mars 1981. 
I slutet av 1981 lämnade Brian Jelliman bandet för att ersättas av Mark Kelly, och 1982 ersattes Diz Minitt på bas av Pete Trewavas.
Marillion kontrakterades av skivbolaget EMI och släppte sin första singel Market Square Heroes 25 oktober 1982, och första albumet, Script for a Jester's Tear, släpptes 14 mars 1983. Albumet blev succé och hamnade på UK Albums Chart, den brittiska albumlistans sjunde plats. Efter turnén avslutats med två spelningar på Hammersmith Odeon i april 1983, fick trummisen Mick Pointer sparken från bandet. Ny trummis blev Andy Ward från Camel, som bl.a. medverkade på Roskildefestivalen och Glastonbury 1983, och några efterföljande spelningar i USA och Kanada. Ward medverkade också i musikvideon till singeln Garden Party. I slutet av augusti ersattes Ward av John Marter, som följde med bandet till New York och fem spelningar i Radio City Music Hall som förband till Rush. Marter medverkade dessutom på två nyinspelningar av låtarna Market Square Heroes och Three Boats Down From The Candy. Marter ersattes därefter av amerikanen Jonathan Mover för endast en spelning i Buanatal 1 oktober 1983.  Sångaren Fish var inte alls förtjust i den amerikanska Mover, så när sedan inspelningen av nästa studioalbum skulle starta, var den mer erfarna Ian Mosley fast trummis i bandet. Mosleys första konsert med Marillion ägde rum i Aberystwyth 27 oktober 1983.
Konstnären Mark Wilkinson skapade gruppens skivomslag, och Marillion var vid denna tid starkt inspirerade av Genesis och spelade en melodisk form av pompös rock.
Med det andra albumet Fugazi, som släpptes i mars 1984, utvecklades Marillions neo-proggressiva rock till deras egna. Albumet blev femma på UK Albums Chart. Det började att finnas fler och fler bootleg-skivor från konsertinspelningar i omlopp, så Marillion släppte sitt första livealbum, Real to Reel, där låtar var tagna från världsturnén 1984 i Leicester samt i Montreal. 19 november 1984 spelade Marillion för första gången i Sverige på Göta Lejon i Stockholm.
Den tredje skivan Misplaced Childhood spelades in i Hansa Ton studion i Berlin och släpptes i juni 1985. Albumet skulle visa sig bli bandets dittills största kommersiella framgång och mest sammanhängande arbete. Skivbolaget gav efter de två inledande albumens relativa konstnärliga och ekonomiska framgång bandet fria händer att röra sig i en musikalisk riktning som i någon mån avvek från de tidigare skivorna. Bandet skapade ett konceptalbum med texter av Fish som rörde sig kring ångesten efter ett uppbrott ur ett förhållande och den självbespegling det medför. Musikaliskt lyckades man kombinera albumet med två radiovänliga pop-ballader som Kayleigh (tvåa på UK Singles Chart) och Lavender (femma på UK Singles Chart), med långa sångcykler om förlorad ungdom och kärlek. Misplaced Childhood blev nummer ett på UK Albums Chart. 1985 besökte Marillion Sverige för två konserter, 11 oktober på Eriksdalshallen i Stockholm samt dagen efter på Frölundaborgs isstadion i Göteborg. De återkom året efter och spelade 11 juni 1986 på Liseberg i Göteborg samt dagen efter på Gröna Lund i Stockholm.
Den fjärde studioproduktionen, Clutching at Straws, vände sig mot en mörkare tematik, där Fishs texter kretsade kring hans stegrande alkohol och drogkonsumtion, vidlyftiga leverne och det ständiga turnerandets påfrestningar, som senare skulle leda till hans beslut att lämna bandet för en fortsatt solokarriär. Trots tilltagande samarbetssvårigheter lyckades man prestera en radiovänlig hitsingel som Incommunicado, vilken som högst nådde plats 6 på UK Singles Chart, och albumet hamnade så högt som nummer två på UK Albums Chart. Den 13 november 1987 spelade Marillion på Scandinavium i Göteborg, och dagen efter på Johanneshovs isstadion i Stockholm, vilket blev den sista spelningen i Sverige med Fish som Marillions sångare. Turnén fortsatte året efter med 26 spelningar i Europa, vilken den sista konserten med Fish som Marillions sångare ägde rum den 23 juli 1988 i Craigtoun Country Park, St. Andrews i Skottland. Arbetet på nya låtar hade påbörjats men musikaliska meningsskiljaktigheter och tilltagande osämja, gjorde att den 15 september 1988 blev det officiellt att Fish lämnat bandet.
Den imposante Fish lämnade ett tomrum efter sig som många av bandets hängivna fans trodde skulle bli svårt, för att inte säga omöjligt att fylla. Han tog också med sig sitt textförfattande, vilket varit en viktig del i bandets musikskapande. I november 1988 släpptes ett live-dubbellalbum, The Thieving Magpie. 
De kvarvarande bandmedlemmarna och Fish var en kort tid invecklade i en rättsprocess, men efter dispyter blev medlemmarna så småningom vänner igen. Medlemmarna återförenades tillfälligt för att spela Market Square Heroes tillsammans i Aylesbury 26 augusti 2007.

### Marillion med Steve Hogarth
Steve Hogarth (tidigare medlem av grupperna The Europeans och How We Live) rekryterades som sångare efter Fish. Bandet hade sin första audition 24 januari 1989 i Pete Trewavas garage. I mars-numret 1989 av magasinet Kerrang kom de första bilderna där Hogarth presenterades officiellt. Den första studioproduktionen, Seasons End, med Hogarth som sångare (och textförfattare, 5 låtar i samarbete med författaren John Helmer) bestod till stor del av musik som arbetats fram medan Fish fortfarande var medlem i bandet, vilken försågs med nya texter då Fish tagit med sig de hittills outgivna texter han skrivit. 6 april 1990 spelade Marillion med sin nya sångare på Konserthuset i Stockholm.
Musikaliskt kan man spåra en stilförändring mot mer poporienterad musik. Denna stilförändring blev ännu mer tydlig på Holidays in Eden, den första produktion som helt utgjordes av material framtaget av den nya konstellationen. Hogarth har i intervjuer sagt att man ville visa att man kunde göra radioorienterad popmusik med musikaliskt djup och kvalitet, och att det var en medveten satsning att göra sångerna radiotillvända för att få fler stationer att spela deras musik. Den satsningen fick inte avsedd effekt, Marillion fortsatte att vara ett band som framförallt vilar på en bas av lojala anhängare. 12 oktober 1991 spelade Marillion på Palladium i Stockholm.
1994 års skiva Brave tar dock ett tydligt steg in i en modern nyskapande neo-progressiv stil, ett mörkt och komplext konceptalbum som tog 18 månader att spela in. Inspelningen blev den första i raden av samarbeten med producenten Dave Meegan, som också varit ljudtekniker på det tidigare albumet Fugazi. Kritikerna hyllade albumet, men försäljningsframgången uteblev. En independent-film baserad på skivan och regisserad av Richard Stanley spelades in samma år. Den långa turnén nådde Cirkus i Stockholm 23 maj, och Kulturbolaget i Malmö 25 maj 1994.
Afraid of Sunlight skulle bli bandets sista album hos EMI. På skivan finns spåret "Out Of This World" som handlar om Donald Campbell, som omkom under ett hastighetsrekordförsök på vatten. Sången inspirerade ett försök att bärga Campells kropp och vraket efter hans båt, Bluebird K7. Bärgningen utfördes 2001, och Steve Rothery och Steven Hogarth bjöds in att bevista bärgningen.
Efter brytningen med EMI skrev bandet kontrakt med Castle för inspelningen av nästa studioalbum, This Strange Engine, som bl.a. innehåller låten "Estonia". Sångaren Steve Hogarth hade träffat den enda brittiska överlevande från Estoniakatastrofen, Paul Barney, och skrev därefter låten. Skivan släpptes 1997 med bristfällig marknadsföring från skivbolaget. Bandet skulle inte kunna genomföra någon turné i USA av ekonomiska skäl, men hängivna fans i USA startade en insamling som drog in 60.000 USD, vilket medförde att bandet kunde ge sig av på en turné även i USA. Det blev starten på Marillions webbsatsning, som medfört att man brutit ny mark som pionjärer i lansering över och via Internet, kallad crowdfunding.
Marillion gästade Pusterviksteatern i Göteborg 19 september 1998 och gruppens tionde album Radiation visade upp en ny musikalisk inriktning, och som i någon mån fortsatte på nästa studioproduktion marillion.com, vilkens titel också visar bandets intresse för Internets möjligheter. Gruppen var missnöjd med stödet från skivbolaget, och med framgången för den helt av fansen initierade insamlingen för USA-turnén i ryggen beslöt man att våga sig på den unika satsningen att via webben fråga bandets fan-skara om de kunde tänka sig att sponsra inspelningen av nästa studioalbum, genom att köpa det innan det ens var inspelat. Satsningen resulterade i 12.674 förhandsbeställda exemplar, vilket resulterade i inspelningen och släppet av Anoraknophobia 2001. Man lyckades sluta ett avtal med EMI för distributionen av skivan, vilket gav bandet möjligheten att själva äga alla rättigheter till materialet men åtnjuta kommersiell distribution. I april 2002 höll bandet Marillion Weekend för första gången, i Brean Sands, där de spelade tre olika konserter på tre kvällar, bl.a. Brave-skivan i sin helhet. Marillion skulle genom åren utveckla konceptet, flytta till större scener och fler fans från hela världen kom att medverka.

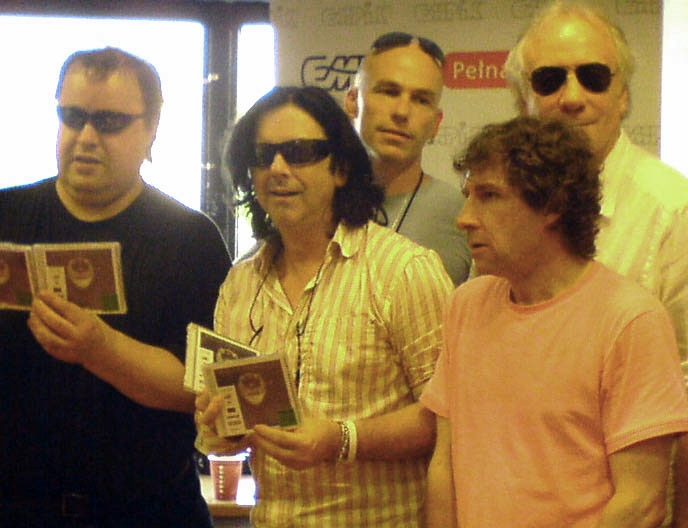
Marillion 2007, vänster till höger: Steve Rothery, Steve Hogarth, Pete Trewavas (främre raden), Mark Kelly, Ian Mosley (bakre raden).

Stärkta av framgången startades arbetet med nästa studioalbum, och halvvägs in i produktionen gick ett nytt erbjudande om förhandsbeställning ut till fansen. Detta resulterade nu i 18.000 förhandsbeställda exemplar av det nya albumet Marbles.
De båda albumen Anoraknophobia och Marbles förhandssåldes via Marillions webbplats i en dubbel specialutgåva tillgänglig endast för de fans som förhandsbeställde, vilken dessutom i konvolutet hade med namnen på alla som hjälpt produktionen genom att beställa i förhand. Singlarna "You're Gone" och "Don't Hurt Yourself" gick in på singelförsäljningslistorna i Storbritannien i topp 10 respektive topp 20. Marillion återkom för två spelningar i Sverige, nämligen på Chinateatern i Stockholm, samt Kulturbolaget i Malmö i maj 2004.
I april 2007 släpptes bandets fjortonde studioalbum Somewhere Else och blev den första av bandets skivor att nå försäljningslistans topp-30 på tio år. 
2008 släpptes album nummer 15, Happiness is the Road, återigen i två upplagor: en deluxe-utgåva för förhandsbeställning, med alla namn på köparna angivna i konvolutet, och en mer traditionell utgåva. Albumet är återigen en dubbelutgåva, där den första skivan baseras på ett koncept och den andra med nya låtar som inte inryms inom den första skivans koncept. Före utgivningen av albumet den 9 september 2008 var Marillion återigen först i världen i utforskandet av nya distributionskanaler, när man förhandssläppte sitt eget album via P2P-nätverk. När nedladdare spelade filerna visades en video där bandet förklarade varför de vidtagit dessa mått, och nedladdarna fick därpå göra ett val mellan att köpa albumet till en användardefinierad kostnad eller få DRM-fria filer gratis i utbyte mot en fungerande e-postadress. Bandets medlemmar förklarade att de inte stöder piratnedladdning, men att man inser att deras musik ofrånkomligen kommer att delas på olaglig väg i vilket fall som helst, och att man vill nå P2P-användare för att göra det bästa av situationen.
5 juni 2009 besökte Marillion för första gången Sweden Rock Festival, och samma år gav Marillion ut albumet Less Is More, där bandet gav ett urval av sina tidigare låtar en ny skepnad. Tanken var att bygga upp dem från scratch och använda ett mer akustiskt och minimalistiskt sound. I intervjuer har bandmedlemmarna sagt att deras låtar aldrig blir helt färdiga, och att Less Is More var en chans att få göra nya versioner av låtar de inte varit helt nöjda med. I samband med albumet gjorde Marillion en akustisk turné, även den under namnet "Less Is More".
I juli 2012 återkom Marillion för två konserter i Sverige, 28 juli på Trädgårn i Göteborg, och dagen efter på Debaser i Stockholm.På hösten 2012 släpptes skivan Sounds That Can't Be Made.
Efter flitigt turnerande, bl.a. med Marillion Weekends, så släpptes ett nytt album 23 september 2016, Fuck Everyone And Run (F.E.A.R).
Det skulle dröja sex år innan nästa studioalbum med nyskriven musik släpptes. I mars 2022 kom An Hour Before It's Dark, och 22 maj samma år spelade bandet skivan i sin helhet på Cirkus.

## Diskografi

### Studioalbum
- 1983 – Script for a Jester's Tear
- 1984 – Fugazi
- 1985 – Misplaced Childhood
- 1987 – Clutching at Straws
- 1989 – Seasons End
- 1991 – Holidays in Eden
- 1994 – Brave
- 1995 – Afraid of Sunlight
- 1997 – This Strange Engine
- 1998 – Radiation
- 1999 – marillion.com
- 2001 – Anoraknophobia
- 2004 – Marbles
- 2007 – Somewhere Else
- 2008 – Happiness Is The Road
- 2009 – Less Is More
- 2012 – Sounds That Can't Be Made
- 2016 – Fuck Everyone and Run (F E A R)
- 2019 – With Friends from the Orchestra
- 2022 – An Hour Before It's Dark

## Bandmedlemmar
Nuvarande medlemmar
- Steve Hogarth (aka "h") – sång, keyboards, gitarr, slagverk (1989–)
- Steve Rothery – elektriska och akustiska gitarrer (1979–)
- Pete Trewavas – basgitarr, sång (1982–)
- Mark Kelly – keyboards, programmering (1981–)
- Ian Mosley – trummor (1984–present)

Tidigare medlemmar
- Fish (Derek W. Dick) – sång (1981–1988)
- Mick Pointer – trummor (1979–1983)
- Diz Minnitt – basgitarr (1981–1982)
- Brian Jelliman – keyboards (1979–1981)
- Doug 'Rastus' Irvine – basgitarr, sång (1979–1980)
- Andy Ward – trummor (1983)
- John Marter (aka Martyr) – trummor (1983)
- Jonathan Mover – trummor (1983)